# Habenaria iyoensis
Habenaria iyoensis är en orkidéart som först beskrevs av Jisaburo Ohwi, och fick sitt nu gällande namn av Jisaburo Ohwi. Habenaria iyoensis ingår i släktet Habenaria och familjen orkidéer. Inga underarter finns listade i Catalogue of Life.